# Liste der Orden und Ehrenzeichen von Erich Mielke

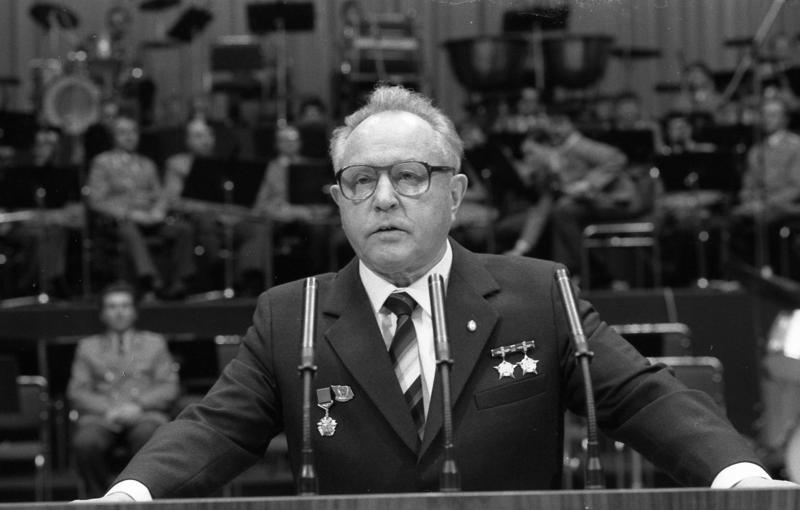
Erich Mielke im Jahr 1983

Die Liste der Orden und Ehrenzeichen des Erich Mielke enthält eine Aufzählung über die an Erich Mielke verliehenen Orden und Ehrenzeichen im Zeitraum von 1950 bis 1989, wobei eine komplette Übersicht aufgrund der übermäßigen Auszeichnungspraxis nahezu unmöglich ist.
Den Großteil seiner Auszeichnungen bekam Mielke als Minister für Staatssicherheit, wobei eine Auszeichnungshäufung jeweils an seinem Geburtstag (28. Dezember), dem Tag der Volkspolizei zum 1. Juli sowie am Jahrestag des Ministeriums für Staatssicherheit am 8. Februar zu beobachten ist.

## Auszeichnungen (Auswahl)
- Ehrenzeichen der Deutschen Volkspolizei (DDR, 1. Verleihung) – 22. Februar 1950
- Medaille für treue Dienste in der Kasernierten Volkspolizei (DDR) – 1. Juli 1954
- Vaterländischer Verdienstorden in Gold (DDR) – 7. Oktober 1954
- Ehrenzeichen der Deutschen Volkspolizei (DDR, 2. Verleihung) – 8. Februar 1955
- Medaille für Treue Dienste in der Deutschen Volkspolizei (DDR) – 1. Juli 1955
- Medaille für vorbildlichen Grenzdienst (DDR) – 26. April 1956
- Hans-Beimler-Medaille (DDR) – 18. Juli 1956
- Ernst-Moritz-Arndt-Medaille (DDR) – 13. September 1956
- Verdienstmedaille der Nationalen Volksarmee in Gold (DDR) –  1. März 1957
- Ehrennadel der Demokratischen Sportbewegung in Gold (DDR) – 27. April 1957
- Medaille für treue Dienste in der Nationalen Volksarmee in Bronze (DDR) – 7. Oktober 1957
- Karl-Marx-Orden (DDR, 1. Verleihung) – 28. Dezember 1957
- Medaille für Kämpfer gegen den Faschismus 1933 bis 1945 (DDR) – 6. September 1958
- Ernst-Grube-Medaille (DDR) – 4. Oktober 1958
- Rotbannerorden (UdSSR, 1. Verleihung) – 23. Oktober 1958
- Medaille für treue Dienste in der Nationalen Volksarmee in Silber (DDR) – 8. Februar 1959
- Verdienstmedaille der DDR (7. Oktober 1959)
- Banner der Arbeit (DDR) – 8. Mai 1960
- Medaille für treue Dienste in der Nationalen Volksarmee in Gold (DDR) – 1. Juli 1960
- Medaille für ausgezeichnete Leistungen in den bewaffneten Organen des Ministeriums des Innern (DDR) – 1. Juli 1960
- Artur-Becker-Medaille in Gold (DDR) – 8. Februar 1961
- Friedrich-Ludwig-Jahn-Medaille (DDR) – 16. Dezember 1961
- Ehrennadel der Gesellschaft für Deutsch-Sowjetische Freundschaft (DDR) – 16. Dezember 1961
- Held der Arbeit (DDR, 1. Verleihung) – 5. Oktober 1964
- Ehrennadel des Allgemeinen Deutschen Motorsport Verbandes in Gold (DDR) – 7. Oktober 1964
- Medaille für treue Dienste in der Nationalen Volksarmee in Gold für 20-jährige Dienstzeit (DDR) – 8. Februar 1965
- Ehrennadel der Sozialistischen Einheitspartei Deutschlands (DDR) – 21. April 1965
- Medaille für Verdienste in der Rechtspflege in Gold (DDR) – 2. September 1965
- Ernst-Thälmann-Plakette (DDR)  – 7. Oktober 1965
- Medaille „20. Jahrestag des Sieges im Großen Vaterländischen Krieg 1941–1945“  (UdSSR)  – 26. Februar 1966
- Verdienter Meister des Sports (DDR) – 29. Juni 1966
- Ernst-Schneller-Medaille in Gold (DDR) – 26. Juli 1966
- Jubiläumsabzeichen „50 Jahre Tscheka“  (UdSSR)  – 19. Dezember 1967
- Medaille „50 Jahre sowjetische Miliz“  (UdSSR)  – 20. Dezember 1967
- Verdienstmedaille der Zollverwaltung in Gold (DDR) – 20. Dezember 1967
- Medaille für hervorragende Leistungen bei der sozialistischen Erziehung in der Pionierorganisation „Ernst Thälmann“ (DDR) – 28. Dezember 1967
- Verdienstmedaille der Deutschen Reichsbahn Stufe III (DDR) – 28. Dezember 1967
- Ehrennadel des DTSB (DDR) – 28. Dezember 1967
- Ehrennadel für besondere Leistungen im Jagdwesen der NVA in Gold (DDR) – 28. Dezember 1967
- Ehrennadel des Deutschen Fußball-Verbandes in Gold (DDR, 1. Verleihung) – 28. Dezember 1967
- Rotbannerorden (UdSSR, 2. Verleihung)  – 5. Februar 1968
- Medaille „50 Jahre Streitkräfte der UdSSR“ – 13. Februar 1968
- Held der Arbeit (DDR, 2. Verleihung)  – 24. Februar 1968
- Verdienter Volkspolizist (DDR) – 1. Juli 1968
- Ehrennadel des VEB Mansfeld-Kombinat Eisleben  – 2. November 1968
- Jubiläumsabzeichen „50 Jahre Grenztruppen der UdSSR“  – 12. Dezember 1968
- Hervorragender Genossenschaftler (DDR) – 8. Februar 1969
- Gedenkmedaille zum 50. Jahrestag der Gründung der Allukrainischen Kommission  – 8. Mai 1969
- Verdienter Mitarbeiter des Ministeriums des Innern (UdSSR) – 15. Mai 1969
- Gedenkmedaille der sowjetischen Miliz (UdSSR) – 3. Juni 1969
- Deutsche Friedensmedaille (DDR) – 19. September 1969
- Ehrennadel Dzierzynski-Sportler (DDR) –  4. Oktober 1969
- Ehrenspange zum Vaterländischen Verdienstorden in Gold (DDR) – 4. Oktober 1969
- Medaille „Für den Schutz der Staatsgrenze der UdSSR“  – 6. Januar 1970
- Medaille „Für Verdienste um die allgemeine Sicherheit“ (VR Bulgarien)  – 16. Januar 1970
- Medaille „25 Jahre Organe des Ministeriums des Innern“ (DDR) – 16. Januar 1970
- Verdienter Mitarbeiter der Staatssicherheit (DDR) – 8. Februar 1970
- Erinnerungsabzeichen an den 20. Jahrestag der Gründung des MfS (DDR) – 8. Februar 1970
- Ehrennadel der Olympischen Gesellschaft in Gold (DDR) – 8. Februar 1970
- Goldener Lorbeer – Deutscher Fernsehfunk Preis (DDR, 1. Verleihung)  – 8. Februar 1970
- Aktivist der sozialistischen Arbeit des VEB Mansfeld  – 8. Februar 1970
- Aktivist der sozialistischen Arbeit des VEB Qualitäts- und Edelstahlwerkes Hennigsdorf
- Jubiläumsmedaille „Zum Gedenken an den 100. Geburtstag von Wladimir Iljitsch Lenin“ (UdSSR) – 30. April 1970
- Orden des Vaterländischen Krieges 1. Klasse (UdSSR) –  6. Mai 1970
- Abzeichen „25 Jahrestag des Sieges im Großen Vaterländischen Krieg 1941–1945“  (UdSSR) – 7. Mai 1970
- Erinnerungsabzeichen „25 Jahre Volkspolizei“ (DDR) – 22. Juni 1970
- Verdienstmedaille der Organe des Ministeriums des Innern in Gold (DDR) – 22. Juni 1977
- Ehrengeschenk für 25-jährige Dienstzeit in der NVA (DDR) – 1. Juli 1970
- Aktivist der sozialistischen Arbeit des Wahlkreises Nauen  – 13. November 1970
- Orden des Roten Sterns der ČSSR  – 16. November 1970
- Aktivist der sozialistischen Arbeit des VEB Kombinat Meß- und Regelungstechnik Oranienburg  – 8. Februar 1971
- Auszeichnungen der SDAG Wismut  – 3. März 1971
- Kampforden „Für Verdienste um Volk und Vaterland“ in Gold (DDR) – 10. Mai 1971
- Gedenkmedaille des sowjetischen Komitees der Kriegsveteranen „Teilnehmer des National-Revolutionären Krieges in Spanien 1936–1939“ (UdSSR) – 12. September 1971
- Medaille „50. Jahre Mongolische Volksrevolution“ (VR Mongolei) – November 1971
- Ehrenabzeichen der Zugehörigkeit zur Roten Arbeiter- und Bauern-Armee – 1971
- Ehrenmedaille „Bekenntnis und Tat zum Schutz der DDR“  – April 1972
- Gedenkmedaille zur Enthüllung des Denkmales für den polnischen Soldaten an den deutschen Antifaschisten (VR Polen) – 14. Mai 1972
- Goldmedaille des Internationalen Organisationskomitees der Friedensfahrt (DDR) –  Mai 1972
- Scharnhorst-Orden (DDR, 1. Verleihung)  – 28. Dezember 1972
- Franz-Mehring-Ehrennadel (DDR) – 28. Dezember 1972
- Verdienstmedaille der Seeverkehrswirtschaft in Gold  (DDR, 1. Verleihung) – 28. Dezember 1972
- Ehrenzeichen für Körperkultur und Sport (DDR) – 28. Dezember 1972
- Ehrennadel des Deutschen Fußball-Verbandes in Gold (DDR, 2. Verleihung)  – 28. Dezember 1972
- Medaille zum 90. Geburtstag von Georgi Dimitroff  (VR Bulgarien) – 29. Dezember 1972
- Lenin-Orden (UdSSR, 1. Verleihung) – 12. Juni 1973
- Medaille „Für ausgezeichnete Leistungen im Festivalaufgebot der FDJ“ (DDR) – Juni 1973
- Erinnerungsmedaille „20 Jahre Kampfgruppen der SED“ (DDR) – September 1973
- Karl-Marx-Orden (DDR, 2. Verleihung)  – 20. November 1973
- Medaille "Für hervorragende propagandistische Leistungen" (DDR)  – 29. Januar 1974
- Ehrenmedaille der Gesellschaft für Militärmedizin  (DDR) – 9. April 1974
- Medaille „Signal DDR 25“  – 11. Juni 1974
- Medaille „25. Jahrestag der DDR“  – 25. Juni 1974
- Gedenkmedaille „Pablo Neruda“ (Chile) – 10. Oktober 1974
- Orden der Jugoslawischen Fahne, Großkreuz (SFR Jugoslawien)  – 14. November 1974
- Orden der Volksrepublik Bulgarien 2. Klasse (VR Bulgarien) – 26. November 1974
- Jubiläumsmedaille 30 Jahre Ministerium des Innern (VR Bulgarien)  – 26. November 1974
- Medaille „Flamme der Freundschaft“ (VEB Mansfeld) –  17. Januar 1975
- Ehrenbergmann (VEB Mansfeld)  – 17. Januar 1975
- Orden der Oktoberrevolution (UdSSR)  – Februar 1975
- Verdienter Eisenbahner (DDR) –  8. Februar 1975
- Gerhart-Eisler-Plakette  – 8. Februar 1975
- Goldener Lorbeer – Deutscher Fernsehfunk Preis (DDR, 2. Verleihung)  – 8. Februar 1975
- Goldene Feder des Verbandes der Journalisten der DDR  – 8. Februar 1975
- Ehrenzeichen des VEB Berliner Bremsenwerks in Gold  – 8. Februar 1975
- Ehrenmedaille des Komitees der Antifaschistischen Widerstandskämpfer (DDR)  – 22. April 1975
- Medaille „30. Jahrestag des Sieges im Großen Vaterländischen Krieg 1941–1945“ (UdSSR)  – Mai 1975
- Gedenkmedaille 30. Jahrestag der GSSD (UdSSR)  – 12. Juni 1975
- Ehrenplakette 30 Jahre CDU (DDR) – Juni 1975
- Ehrenplakette 30 Jahre LDPD (DDR) – Juni 1975
- Urkunde 30 Jahre treue Dienste im Ministerium des Innern (DDR) – 1. Juli 1975
- Urkunde 30 Jahre treue Dienste in der NVA (DDR) – 1. Juli 1975
- Ehrenzeichen der Deutschen Volkspolizei (DDR, 3. Verleihung)  – 1. Juli 1975
- Ehrennadel des Aeroklubs der DDR  – 12. Juli 1975
- Erinnerungsmedaille 30. Jahrestag des slowakischen Nationalaufstandes (ČSSR)  – 16. Oktober 1975
- Medaille 30 Jahre Korps der Nationalen Sicherheit (ČSSR)  – 16. Oktober 1975
- Ehrennadel 50-jährige Mitgliedschaft in der SED (DDR) – 10. November 1975
- Held der DDR  – 1. Dezember 1975
- Karl-Marx-Orden (DDR, 3. Verleihung)  – 1. Dezember 1975
- Hufeland-Medaille in Gold (DDR)  – 11. Dezember 1975
- Fritz-Heckert-Medaille (DDR) – 28. Dezember 1975
- Verdienter Angehöriger der Nationalen Volksarmee  (DDR) – 1. März 1976
- Medaille 50 Jahre Organe der öffentlichen Sicherheit (VR Mongolei)  – 1. Oktober 1976
- Erinnerungsabzeichen 25 Jahre wissenschaftlich-technische Zusammenarbeit DDR-UdSSR  – Oktober 1975
- Verdienter Angehöriger der Grenztruppen der DDR  – 1. Dezember 1976
- Ehrenmitglied der SV-Dynamo (DDR)  – 14. Dezember 1976
- Orden des Jugoslawischen Sterns (SFR Jugoslawien) – 20. Juli 1977
- Erinnerungsabzeichen 60 Jahre Tscheka (UdSSR)  – 18. Dezember 1977
- Karl-Marx-Orden (DDR, 4. Verleihung)  – 28. Dezember 1977
- Rotbannerorden (UdSSR, 3. Verleihung)  – 28. Dezember 1977
- Verdienstmedaille der Seeverkehrswirtschaft in Gold (DDR, 2. Verleihung)  – 28. Dezember 1977
- Verdienter Mitarbeiter der Zollverwaltung (DDR)  – 28. Dezember 1977
- Medaille für Verdienste um die Freundschaft der Völker (DDR)  – 28. Dezember 1977
- Ehrenzeichen des DRK der DDR in Gold  – 28. Dezember 1977
- Verdienter Bauarbeiter (DDR)  – 28. Dezember 1977
- Artur-Becker-Medaille in Gold (DDR, 2. Verleihung)  – 28. Dezember 1977
- Erinnerungsabzeichen „60 Jahre Grenztruppen der UdSSR“  – 20. Juni 1978
- Verdienstmedaille der Kampfgruppen der Arbeiterklasse in Gold (DDR)  – Oktober 1978
- Abzeichen zum 60. Jahrestag des Komsomol (UdSSR) – 1978
- Medaille 20 Jahre Sicherheitsorgane (Kuba) –  17. Mai 1979
- Medaille FDJ-Aufgebot Berlin (DDR) – 17. September 1979
- Medaille 30. Jahrestag der Gründung der DDR  – 18. September 1979
- Scharnhorst-Orden (DDR, 2. Verleihung)  – 25. September 1979
- Gedenkmedaille des Interkosmosrates der Akademie der Wissenschaften (DDR) –  Dezember 1979
- Medaille für den Aufbau der Erdgasleitung „Sojus“ (UdSSR) –  1979
- Rotbannerorden (UdSSR, 4. Verleihung)  – Februar 1980
- Ehrenurkunde 35. Jahre treue Dienste NVA (DDR)  – 1. Juli 1980
- Verdienter Jurist der DDR  – 8. Dezember 1980
- Medaille 20 Jahre kubanische Miliz (Kuba)  – Juni 1981
- Medaille für die Festigung der Kampfgemeinschaft  – 10. Juli 1981
- Abzeichen des Kremlregiments (UdSSR) – Juli 1981
- Medaille „1300 Jahre Bulgarien“ (VR Bulgarien) – 23. Oktober 1981
- Verdienstmedaille der Grenztruppen der DDR in Gold  – 1. Dezember 1981
- Verdienstorden der Volksrepublik Polen (VR Polen) – 15. März 1982
- Karl-Marx-Orden (DDR, 5. Verleihung)  – 28. Juni 1982
- Medaille der Freundschaft (Kuba)  – 8. Dezember 1982
- Held der DDR (2. Verleihung)  – 28. Dezember 1982
- Karl-Marx-Orden (DDR, 6. Verleihung)  – 28. Dezember 1982
- Lenin-Orden (UdSSR, 2. Verleihung)  – 28. Dezember 1982
- Georgi-Dimitroff-Orden (VR Bulgarien) – 28. Dezember 1982
- Orden der Freundschaft (ČSSR)  – 28. Dezember 1982
- Verdienter Angehöriger der NVA (DDR, 2. Verleihung)  – 28. Dezember 1982
- Ernst-Thälmann-Medaille (DDR, 2. Verleihung)   – 28. Dezember 1982
- Franz-Mehring-Medaille (DDR, 2. Verleihung)   – 28. Dezember 1982
- Gerhard-Eisler-Plakette (DDR, 2. Verleihung)   – 28. Dezember 1982
- Goldener Lorbeer – Deutscher Fernsehfunk Preis (DDR, 3. Verleihung)   – 28. Dezember 1982
- Deutsche Friedensmedaille (DDR, 2. Verleihung)   – 28. Dezember 1982
- Orden der Völkerfreundschaft (UdSSR)  – 7. Februar 1983
- Ehrenzeichen für Körperkultur und Sport (DDR, 2. Verleihung)   – 24. März 1983
- Jubiläumsmedaille zum 100. Geburtstag von Georgi Dimitroff (VR Bulgarien)  – 5. April 1983
- Scharnhorst-Orden (DDR, 3. Verleihung) – 7. Oktober 1984
- Medaille 40 Jahre Bulgarien (VR Bulgarien) – 1984
- Lenin-Orden (UdSSR, 3. Verleihung)  – 1. April 1985
- Medaille „40. Jahrestag des Sieges im Großen Vaterländischen Krieg 1941–1945“ (UdSSR) –  5. Mai 1985
- Gedenkmedaille des ZK der Kommunistischen Partei der ČSSR zum 40. Jahrestag der Vollendung des nationalen Freiheitskampfes  – Mai 1985
- Medaille für Verdienste um die antiimperialistische Solidarität  (DDR) – 22. Juni 1985
- Orden Georgi Dimitroff (VR Bulgarien)  – 26. Juni 1985
- Gedenkmedaille 40. Jahrestag LDPD (DDR) – Juni 1985
- Verdienter Volkspolizist der DDR (2. Verleihung)  – 1. Juli 1985
- Ehrenurkunde für 40 Jahre treue Dienste in der NVA (DDR) – 1. Juli 1985
- Ho-Chi-Minh-Orden (Vietnam)  – 2. Oktober 1985
- Jubiläumsabzeichen 25 Jahre Kosmonautenausbildungszentrum (UdSSR) – Oktober 1985
- Erinnerungsmedaille 40 Jahre Volkssolidarität (DDR) – 1985
- Jubiläumsmedaille „30 Jahre Nationale Volksarmee“ (DDR) – 1. März 1986
- Orden des Roten Banners (ČSSR)  – 15. Oktober 1986
- Medaille für internationalistische Verdienste „Enrique Schmidt“ (Nicaragua), verliehen durch Innenminister Tomás Borge  – 25. Juni 1987
- Ehrenabzeichen für den Beitrag zur Sache der Freundschaft –  6. Juli 1987
- Verdienter Werktätiger der Land- und Forstwirtschaft (DDR) – 15. Oktober 1987
- Ehrenzeichen 70 Jahre Miliz (UdSSR)  – 19. November 1987
- Orden der Solidarität (Kuba)  – 26. November 1987
- Medaille „30 Jahre revolutionäre Streitkräfte“ (Kuba)  – 26. November 1987
- Gedenkmedaille für aktive Teilnahme an der Revolution, dem Bürgerkrieg und dem sozialistischen Aufbau 1917–1930 (UdSSR)  – 26. November 1987
- Verdienter Angehöriger der Grenztruppen der DDR (2. Verleihung)  – 28. Dezember 1987
- Verdienter Mitarbeiter im außenpolitischen Dienst (DDR) – 28. Dezember 1987
- Held der Sowjetunion
- Lenin-Orden (UdSSR, 4. Verleihung)  – 28. Dezember 1987
- Karl-Marx-Orden (DDR, 7. Verleihung)  – 28. Dezember 1987
- Ehrenmedaille zum 40. Jahrestag der DDR  – 1989[1]